# كلوديا مارشيلا الصغرى
كلوديا مارشيلا الصغرى (باللاتينية: Claudia Marcella Minor) هي نبيلة رومانية ولدت في حوالي سنة 40 ق م. وهي ابنة كل من أوكتيفيا الصغرى شقيقة الإمبراطور أغسطس وغايوس كلاوديوس مارشيلوس وهي شقيقة كلوديا مارشيلا الكبرى وماركوس كلاوديوس مارسيلوس والأخت الغير الشقيقة لكل من أنطونيا الكبرى وأنطونيا الصغرى. تزوجت أربع مرات أولها من بوبليوس كلاوديوس بولكر الإبن لكنه توفي بعد فترة قصيرة. تزوجت لثاني مرة من القنصل ماركوس فاليريوس ميسالا أبيانوس وأنجبت منه طفلين بنت اسمها كلوديا بولكرا وولد اسمه ماركوس فاليريوس ميسالا بارباتوس. توفي زوجها الثاني في سنة 12 ق م. تزوجت بعد ذلك من القنصل السابق باولوس إيميليوس ليبيدوس وأنجبت منه ولد واحد هو باولوس إيميليوس روغولوس. وتوفي زوجها الثالث وألذي كان كبير السن. تزوجت للمرة الرابعة من الكويستور ماركوس فاليريوس ميسالا ميسالينوس وأنجبت منه بنت واحدة وهي فاليريا ميسالينا.